# Canthon humboldti
Canthon humboldti là một loài bọ cánh cứng trong họ Bọ hung (Scarabaeidae).